# German Darts Grand Prix 2020
Der German Darts Grand Prix 2020 sollte ursprünglich als ein Turnier der European Darts Tour 2020 im Rahmen der PDC Pro Tour 2020 vom 11. bis 13. April im Zenith in München ausgetragen werden. Wegen der COVID-19-Pandemie wurde die vierte Austragung des gleichnamigen Ranglistenturniers jedoch abgesagt. Als neuer Termin wurde zunächst der Zeitraum zwischen dem 31. Juli und 2. August festgelegt. Da dieser jedoch wegen der anhaltenden Pandemie auch nicht eingehalten werden konnte, wurde das Turnier schließlich abgesagt. 